# Geunwoohoe
Geunwoohoe eller Kun' u-hoe var en kvinnoorganisation i Korea, grundad 1927. 
Den grundades av koreanska kvinnorättsaktivister som en paraplyorganisation för att ena den koreanska kvinnorörelsen, som upplösts efter den japanska ockupationen 1910, i samarbete som en extern stödgrupp för den underjordiska självständighetsrörelsen Shinganhoe. Bland dess ledande figurer fanns Kim Hwal-ran, Ko Hwang-gyeong, Park Cha-jeong, Jeong Chil-seong och Park Suncheon. Geunwoohoe blev en rikstäckande organisation. 
Det var en del av självständighetsrörelsen, men det var också feministisk förening som förespråkade jämlikhet mellan könen och avskaffande av diskriminerande gamla sedvänjor i en framtida självständig nation. 
Den upphörde sedan dess moderparti Shinganhoe i sin tur upplöstes 1931. 